# 易洛魁級驅逐艦
易洛魁级驱逐舰（英語：Iroquois-class destroyer），又称部族级或DDG 280级，是加拿大皇家海军的一款导弹驱逐舰。于1972-1973年间共服役4艘同级舰，均以加拿大第一民族命名。该级驱逐舰的最后一艘已于2017年退役。

## 背景
在1960年代初期，随着女妖战斗机中队的解散和二战老式驱逐舰的淘汰，加拿大皇家海军不再具备空中掩护和火力支援能力。加拿大皇家海军试图通过“通用巡防舰”（General Purpose Frigate）计划来弥补这两项缺失的能力。然而，随着成本的上升和国防部长保罗·赫勒个人的雄心，“通用巡防舰”计划于1963年被取消。
在通用巡防舰计划取消后，加拿大海军继续进行各类型的舰艇设计。1964年9月，保罗·赫勒在各类设计中选择了着重反潛作戰的版本。在接下来的数年里，加拿大皇家海军不断对设计进行着改进，包括改进大型直升机的放置空间，使用可变深度声纳，用全自动舰炮取代半自动舰炮，加装RIM-7海麻雀导弹等。1967年12月，最终敲定建造4艘携带直升机的驱逐舰。

## 设计

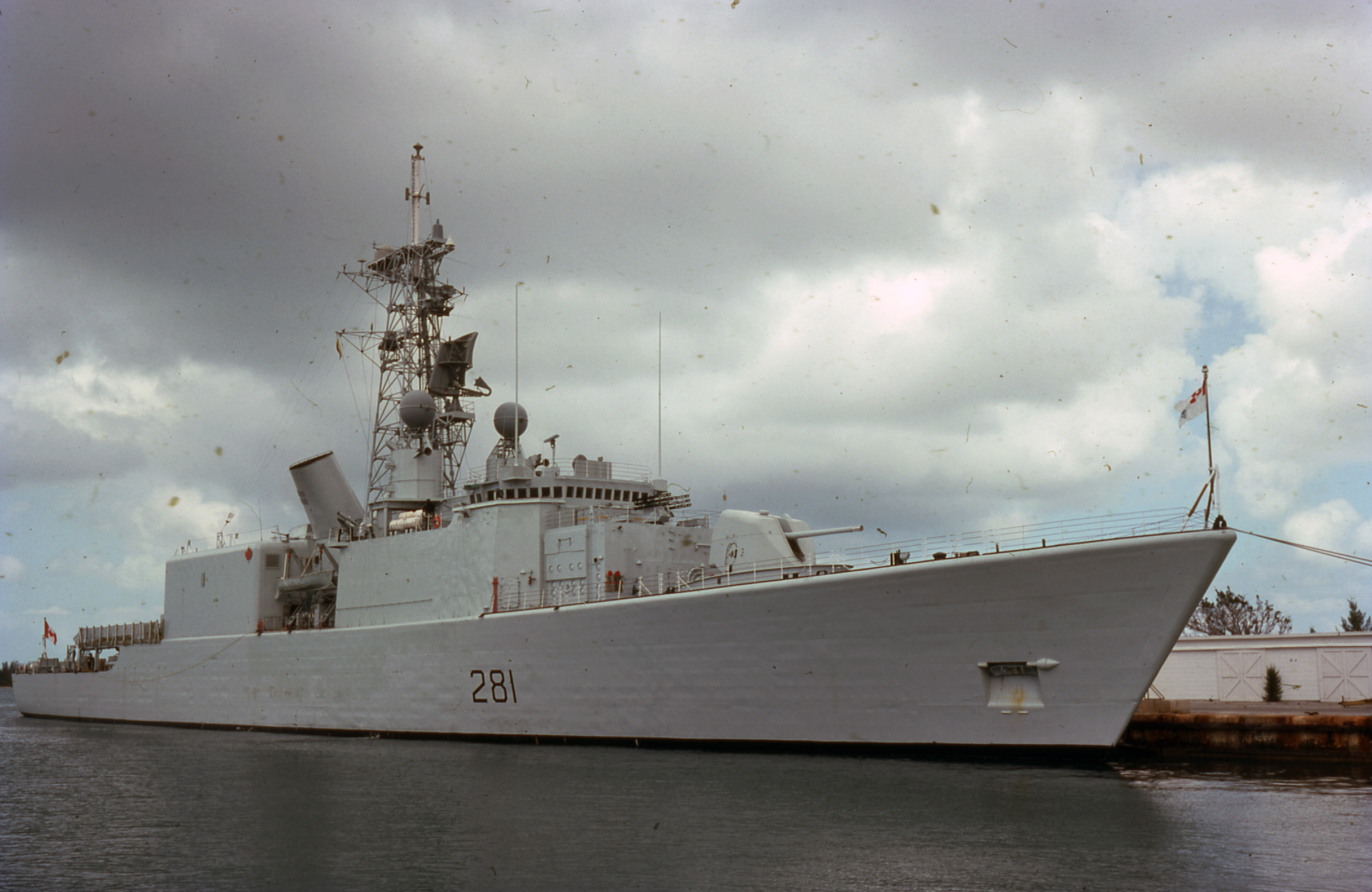
1976年的休伦号。特征有V型排气口，藏有海麻雀发射器的上层前端建筑和127公厘艦炮

易洛魁级使用双轴全燃交替动力系统，由两台普惠FT4A2燃气轮机提供动力，输出50,000轴马力，还有两台普惠FT12AH3巡航燃气轮机，输出7,400轴马力。这使驱逐舰的最高速度达到29节，在20节的航速下航程可达4,500海里。
易洛魁级能够携带两架CH-124海王直昇機，主要用于反潜作战。其直升机甲板足够大，在1999年波罗的海演习中甚至尝试过起降Mi-14直昇機。对比同时期的的美英巡防舰、驱逐舰仅能携带小型直升机，易洛魁级可以携带更大型的海王直升机并配备齐传感器套件，使得其可以在更大范围进行反潜作战。易洛魁级也因此被认为是同时代一款优秀的反潜战舰。

### 初始武器系统
易洛魁级最初配备一门奧托布雷達127公厘艦炮（54倍径），每分钟能发射40发炮弹。
易洛魁级最初配备RIM-7海麻雀导弹用于防空。共安装了两具海麻雀发射器，每具发射器有四枚导弹，使该舰一次可以发射八枚导弹用于点防御。一共携带32枚导弹。两具发射器平时藏在上层建筑前端，需要发射时，打开外壳伸出发射器进行发射。然而这种部署方式因相对耗时长而受到批评，此外预热制导系统及重新装载导弹也耗费时间。荷兰火控系统和美国导弹系统也并不耦合。
此外易洛魁级还配有用于反潜作战的Mk10 Limbo反潜迫击炮和两座三联装鱼雷发射管，可发射Mk 46型魚雷。

## 现代化改装

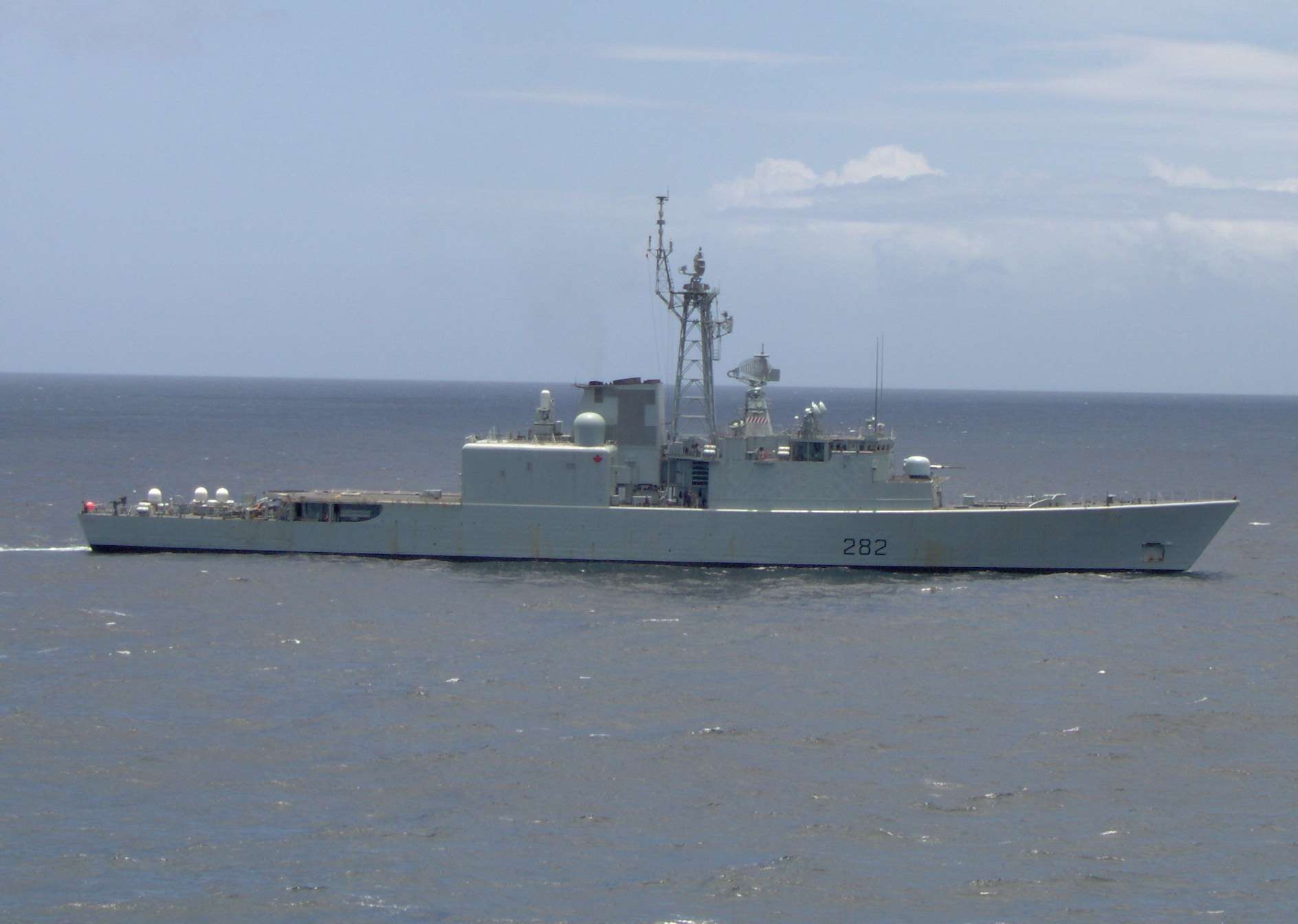
现代化改装后

1980年代，加拿大计划将易洛魁级由反潜作战用转换为防空作战用，并作为舰队的主力舰使用，改装计划被称为“部落级改装和更新现代化计划”。该计划要求对上层建筑、动力装置、武器和电子设备进行全面重建。此外还要求提升指挥、控制和通信能力，使其可用作特遣舰队的旗舰。
经过现代化改装后，该舰在深载时的排水量增加到5,200吨。动力系统方面，用艾利逊570KF巡航燃气轮机取代了普惠FT12AH3巡航燃气轮机，以提供更充足的动力。原来的V型排气口被重建合并成一个，以减少红外特征。
武器系统方面，拆除了原来的奧托布雷達127公厘艦炮，前甲板重建并安装Mark 41垂直發射系統，用于发射標準二型中程飛彈Block IIIA。海麻雀发射装置也被拆除，一门奧托梅萊拉76公釐艦炮被安装在B炮位的位置。1座方陣快砲加装在排气口的后方。此外还更新了雷达和声纳，配备了新的诱饵发射器和电战系统。

## 同级舰
| 舷号    | 艦名                         | 动工          | 下水           | 入役           | 退役          |
| ------- | ---------------------------- | ------------- | -------------- | -------------- | ------------- |
| DDG-280 | 易洛魁号 HMCS Iroquois       | 1969年1月15日 | 1970年11月28日 | 1972年7月29日  | 2015年5月1日  |
| DDG-281 | 休伦号 HMCS Huron            | 1969年6月1日  | 1971年4月9日   | 1972年12月16日 | 2005年3月31日 |
| DDG-282 | 阿萨巴斯卡号 HMCS Athabaskan | 1969年6月1日  | 1970年11月27日 | 1972年9月30日  | 2017年3月10日 |
| DDG-283 | 阿尔衮琴号 HMCS Algonquin    | 1969年9月1日  | 1971年4月23日  | 1973年11月3日  | 2015年6月11日 |

## 图片集

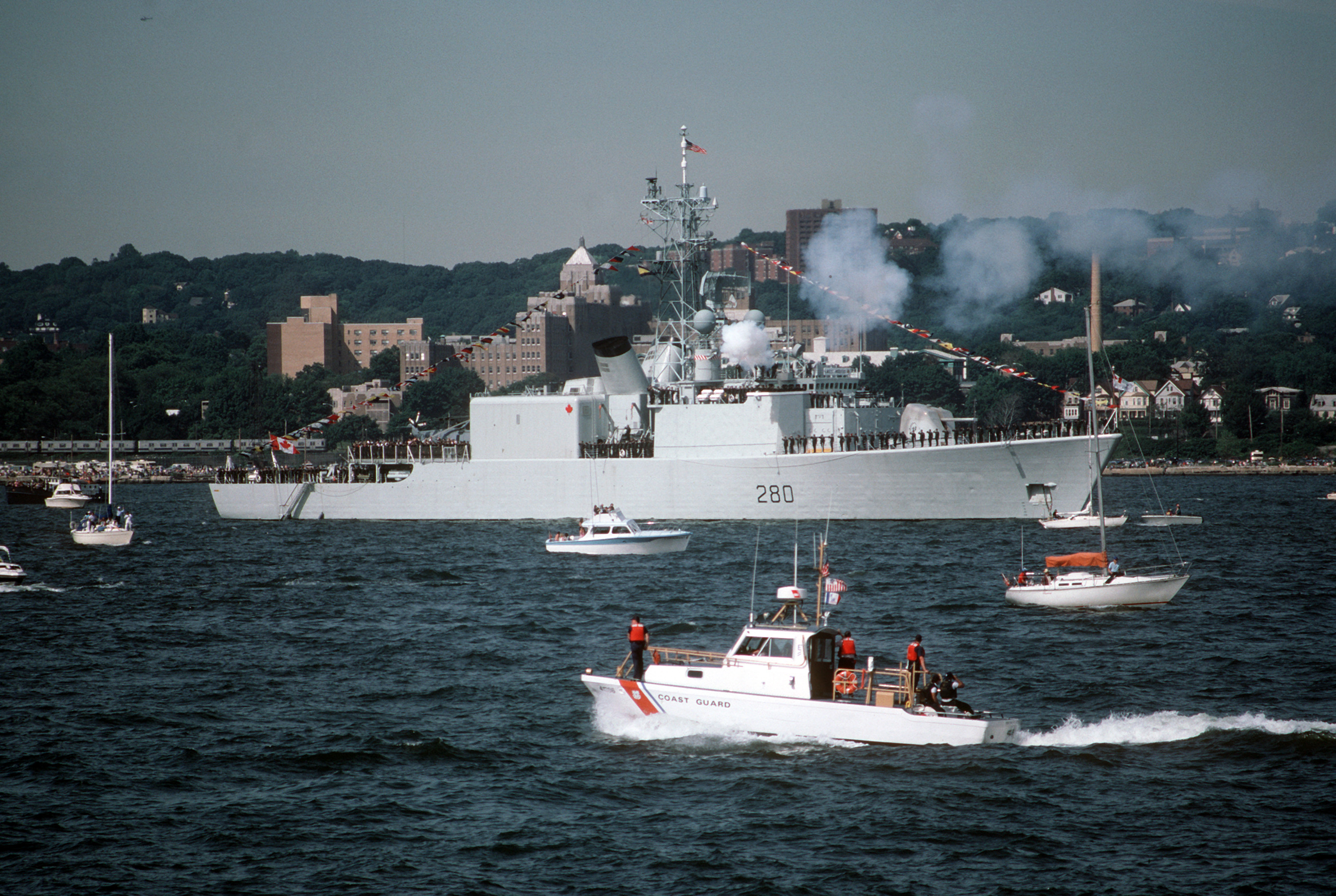
易洛魁号现代化改装前
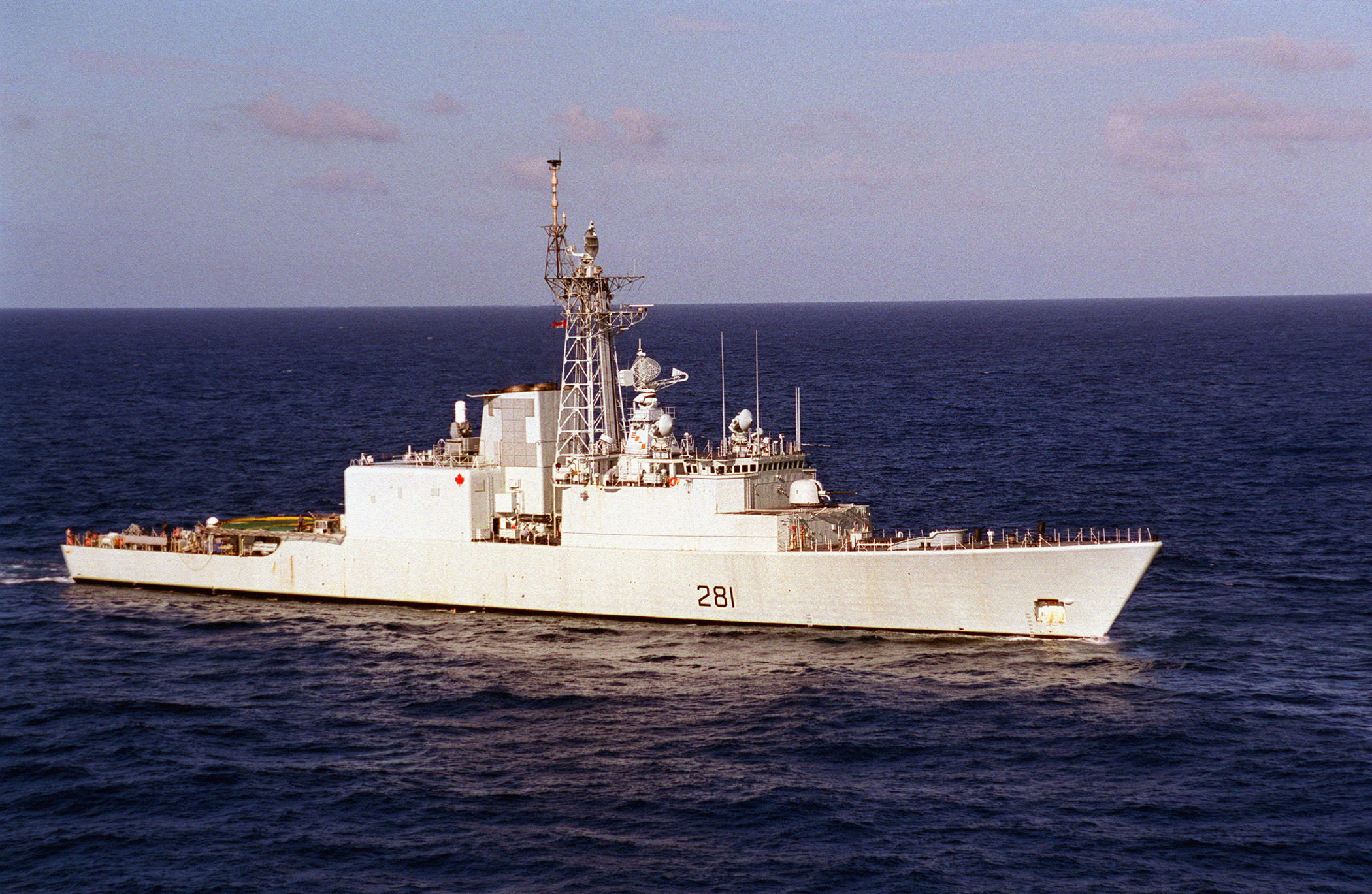
休伦号现代化改装后
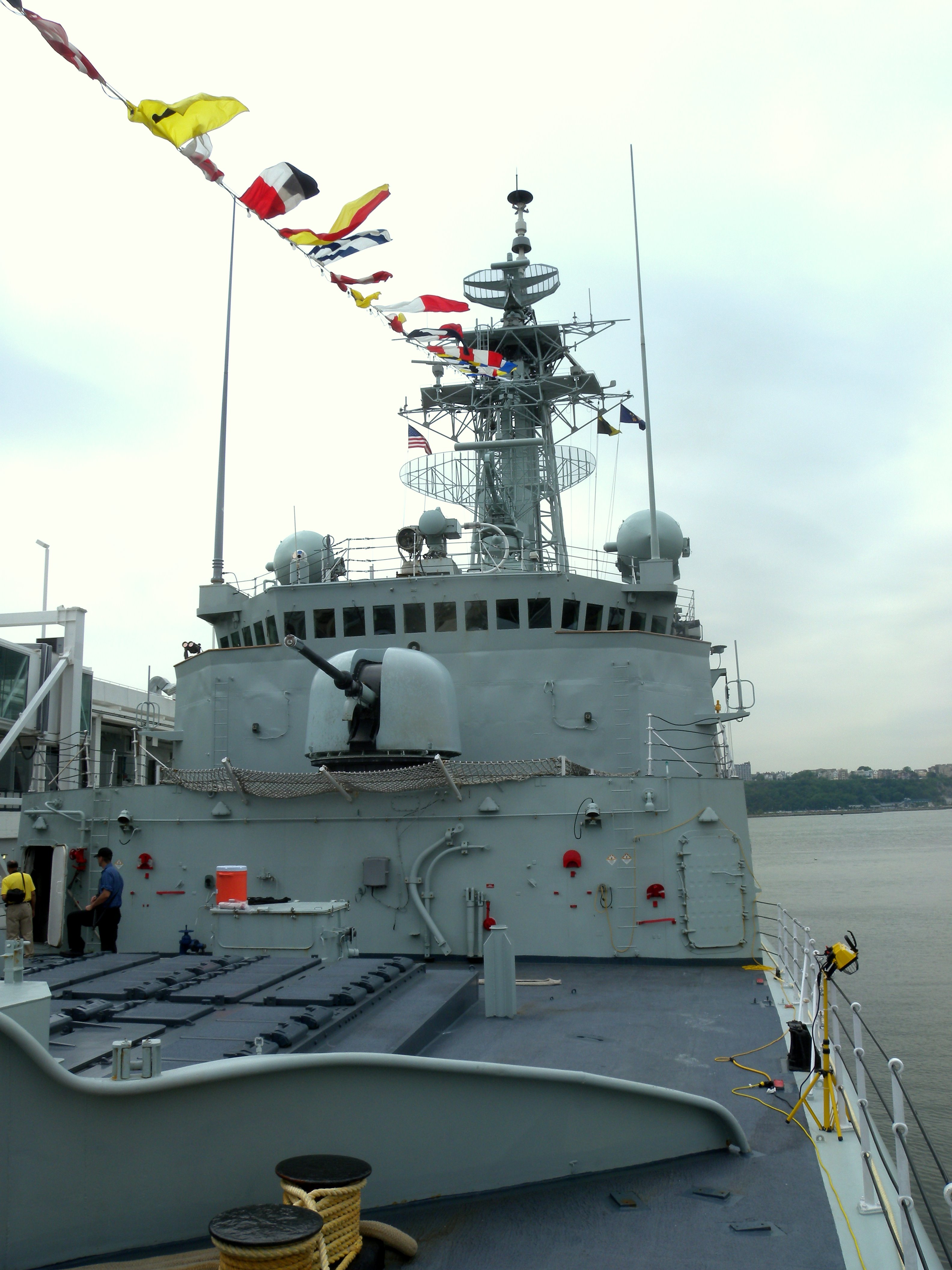
阿萨巴斯卡号前甲板
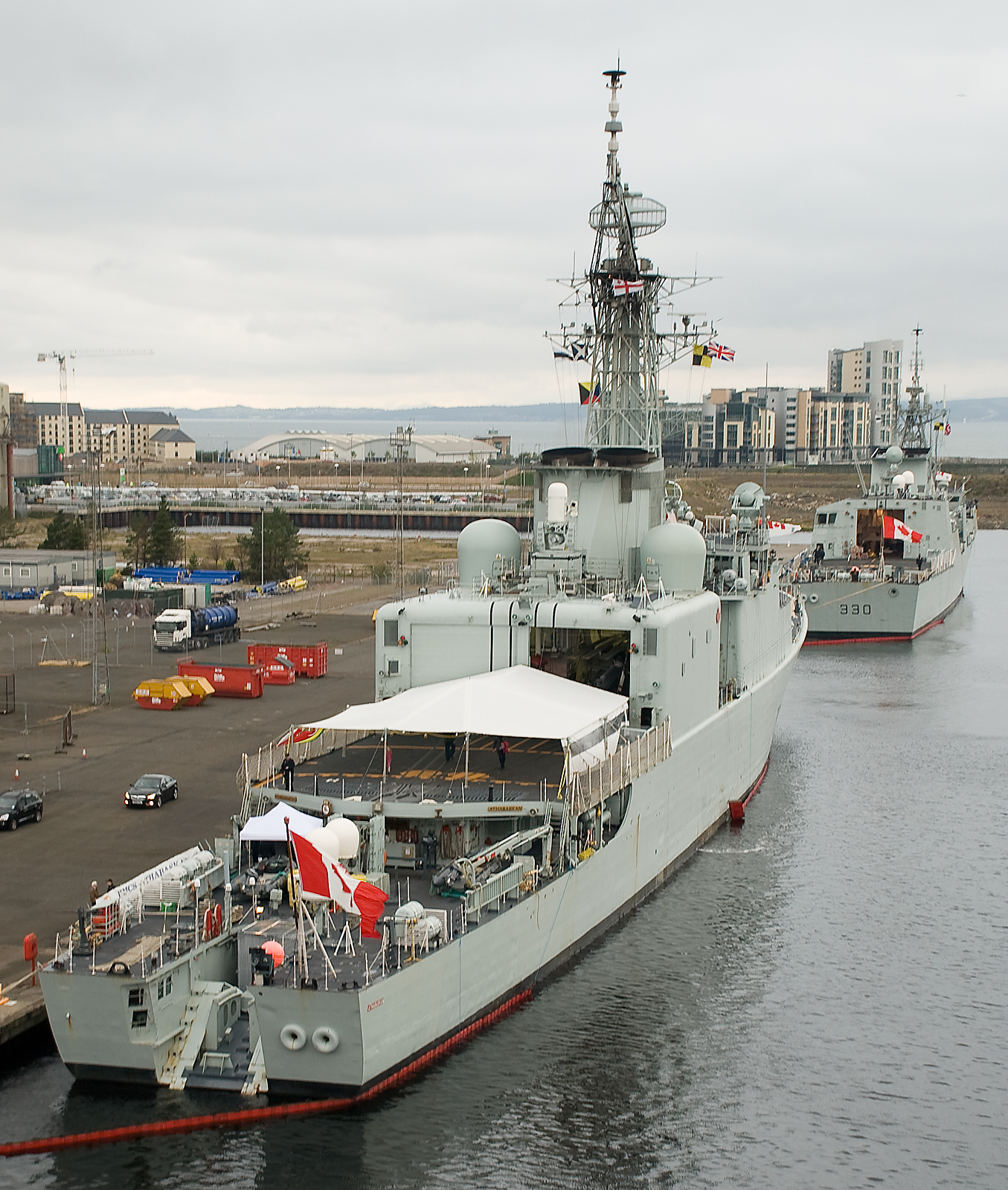
阿萨巴斯卡号舰尾视角